# Beefalo
Le beefalo est une race bovine américaine. C'est un hybride inter-générique entre des bovidés non-américains, Bos taurus, et des bisons d'Amérique, Bison bison. L'hybride de bovin domestique et de bison européen est appelé żubroń.

## Origine
Des croisements accidentels sont mentionnés depuis 1750. Les premiers essais d'hybridation dirigée datent des années 1800. Cet essai sans suite a été appelé cattalo (contraction de cattle et buffalo).
En 1888, Charles Jesse Jones, dit Buffalo Jones, effaré par les milliers de bovins morts de froid pendant un blizzard va essayer à nouveau l'hybridation des deux espèces dans le but de créer une race domestique capable de résister en plein air aux plus rudes conditions climatiques de l'ouest des États-Unis d'Amérique. Les différentes tentatives ont posé des problèmes de fertilité. Leur faible rentabilité a causé l'abandon des essais.
En 1965, la tentative de croisement a été reprise et couronnée de succès. Les femelles sont fertiles. La réussite de ce croisement a incité les obtenteurs à changer le nom de ce croisement, afin de le différencier de celui lié aux anciens échecs. On ne parle donc plus de cattalo, mais de beefalo.

## Morphologie
Sa silhouette massive rappelle le bison. Ses pattes sont relativement courtes, et le garrot est plus haut que l'arrière-train. Le pelage court, en revanche, est un rappel de ses origines : les bovins domestiques. La couleur est variable en fonction des géniteurs utilisés.

## Aptitude
Il n'est élevé que pour sa valeur bouchère. Sa viande peu grasse contient peu de cholestérol. De là, elle est donc prisée et d'autant plus chère sur le marché, suscitant l'intérêt des éleveurs.
La race a conservé les atouts qui ont présidé à sa création : résistance au climat rude, aptitude à bien valoriser des pâturages médiocres l'hiver, et aptitude à reprendre son poids après une période de disette. De ses géniteurs européens, elle a gardé la vitesse de croissance et une plus grande facilité pour les éleveurs.